# Nepal op de Olympische Zomerspelen 1988
Nepal nam deel aan de Olympische Zomerspelen 1988 in Seoel, Zuid-Korea. Er werden net zoals de vorige deelnames geen medailles gewonnen.

## Deelnemers en resultaten
(m) = mannen, (v) = vrouwen 

### Atletiek
| Olympiër            | Discipline      | Resultaat | Prestatie                 |
| ------------------- | --------------- | --------- | ------------------------- |
| Haribahadur Rokaya  | 1500m (m)       | 53e       | serie 4: 15de in 4.01,17  |
| Haribahadur Rokaya  | 5000m (m)       | 48e       | serie 1: 15de in 14.53,75 |
| Haribahadur Rokaya  | 10000m (m)      | 38e       | serie 2: 19de in 30.48,16 |
| Dambar Kunwar       | 110m horden (m) | 40e       | serie 4: 7de in 16,51     |
| Dambar Kunwar       | 400m horden (m) | 37e       | serie 1: 7de in 56,80     |
| Krisnaba Basnyat    | marathon (m)    | 85e       | 2:47.57                   |
| Teeka Bogate        | marathon (m)    | 66e       | 2:31.49                   |
| Baikuntha Manandhar | marathon (m)    | 54e       | 2:25.57                   |
| Dambar Kunwar       | tienkamp (m)    | 34e       | 5339 punten               |
|                     |                 |           |                           |
| Rajkumari Pandey    | marathon (v)    | 60e       | 3:10.31                   |
| Menuka Rawat        | marathon (v)    | 61e       | 3:11.17                   |

### Boksen
| Olympiër             | Discipline  | Resultaat | Prestatie                                                                                        |
| -------------------- | ----------- | --------- | ------------------------------------------------------------------------------------------------ |
| Dambardut Ta Bhatta  | -48kg (m)   | 32e       | 1ste ronde: V van GBR Epton: 0-5                                                                 |
| Bishnubahadur Singh  | -51kg (m)   | 17e       | 1ste ronde: W van PAR Espenola: 5-0 2de ronde: V van USA Johnson: scheidsrechterlijke beslissing |
| Giri Rambahadur      | -54kg (m)   | 17e       | 1ste ronde: vrij 2de ronde: V van KEN Mwema: scheidsrechterlijke beslissing                      |
| Dalbahadur Ranamagar | -60kg (m)   | 33e       | 1ste ronde: V van EGY Hegazy: 0-5                                                                |
| Jhapat Singh Bhujel  | -63,5kg (m) | 32e       | 1ste ronde: V van MAW Mphande: 0-5                                                               |

### Gewichtheffen
| Olympiër     | Discipline | Resultaat | Prestatie                                                     |
| ------------ | ---------- | --------- | ------------------------------------------------------------- |
| Bharat Sawad | -52kg (m)  | 75e       | trekken: 24ste met 75kg stoten: 21ste met 105kg totaal: 180kg |

### Judo
| Olympiër            | Discipline | Resultaat | Prestatie                                |
| ------------------- | ---------- | --------- | ---------------------------------------- |
| Rishiram Pradhan    | -65kg (m)  | 34e       | 1ste ronde: V van TCH Petřikov: waza-ari |
| Gangabahadur Dangol | -71kg (m)  | 19e       | 1ste ronde: V van URS Tenadze: waza-ari  |

### Schietsport
| Olympiër      | Discipline          | Resultaat | Prestatie                                        |
| ------------- | ------------------- | --------- | ------------------------------------------------ |
| Parbati Thapa | 10m luchtgeweer (v) | 43e       | kwalificatie: 43ste met 375 punten (92-93-97-93) |

Afghanistan · Algerije · Amerikaanse Maagdeneilanden · Amerikaans-Samoa · Andorra · Angola · Antigua en Barbuda · Argentinië · Aruba · Australië · Bahama’s · Bahrein · Bangladesh · Barbados · België · Belize · Benin · Bermuda · Bhutan · Birma · Bolivia · Bondsrepubliek Duitsland · Botswana · Brazilië · Britse Maagdeneilanden · Brunei · Bulgarije · Burkina Faso · Canada · Centraal-Afrikaanse Republiek · Chili · China · Chinees Taipei · Colombia · Congo-Brazzaville · Cookeilanden · Costa Rica · Cyprus · Denemarken · Djibouti · Dominicaanse Republiek · Duitse Democratische Republiek · Ecuador · Egypte · El Salvador · Equatoriaal-Guinea · Fiji · Filipijnen · Finland · Frankrijk · Gabon · Gambia · Ghana · Grenada · Griekenland · Groot-Brittannië · Guam · Guatemala · Guinee · Guyana · Haïti · Honduras · Hongarije · Hongkong · Ierland · IJsland · India · Indonesië · Irak · Iran · Israël · Italië · Ivoorkust · Jamaica · Japan · Joegoslavië · Jordanië · Kaaimaneilanden · Kameroen · Kenia · Koeweit · Laos · Lesotho · Libanon · Liberia · Libië · Liechtenstein · Luxemburg · Malawi · Malediven · Maleisië · Mali · Malta · Marokko · Mauritanië · Mauritius · Mexico · Monaco · Mongolië · Mozambique · Nederland · Nederlandse Antillen · Nepal · Nieuw-Zeeland · Niger · Nigeria · Noord-Jemen · Noorwegen · Oeganda · Oman · Oostenrijk · Pakistan · Panama · Papoea-Nieuw-Guinea · Paraguay · Peru · Polen · Portugal · Puerto Rico · Qatar · Roemenië · Rwanda · Saint Vincent en de Grenadines · Salomonseilanden · Samoa · San Marino · Saoedi-Arabië · Senegal · Sierra Leone · Singapore · Soedan · Somalië · Sovjet-Unie · Spanje · Sri Lanka · Suriname · Swaziland · Syrië · Tanzania · Thailand · Togo · Tonga · Trinidad en Tobago · Tsjaad · Tsjecho-Slowakije · Tunesië · Turkije · Uruguay · Vanuatu · Venezuela · Verenigde Arabische Emiraten · Verenigde Staten · Vietnam · Zaïre · Zambia · Zimbabwe · Zuid-Jemen · Zuid-Korea · Zweden · Zwitserland